# Championnat de France amateurs de football 1964-1965
Navigation
Division Nationale 1963-1964 Division Nationale 1965-1966
Le championnat de France amateurs de football 1964-1965 est la 27e édition du championnat de France amateurs, organisé par la Fédération française de football. Comme toutes les éditions précédentes, elle est ouverte uniquement à des équipes premières,.
Il s'agit de la 17e édition disputée sous forme de championnat annuel, appelé Division Nationale, qui constitue alors le premier niveau de la hiérarchie du football français amateur.
La compétition est remportée par le GFC Ajaccio.

## Phase de groupes
Promotions et relégations
- Promu en deuxième division.
- Relégation en ligue régionale mais repêché.
- Relégation en ligue régionale.
- Forfait pour la prochaine saison et rétrogradé en Promotion d'Honneur.

Phase finale
- Participe à la phase finale de la compétition.
- Participe à la finale de la phase finale.

### Groupe Nord
Le RC Calais remporte le groupe Nord.
| Rang | Équipe                | Pts | J  | G  | N  | P  | Bp | Bc | GA    |
| ---- | --------------------- | --- | -- | -- | -- | -- | -- | -- | ----- |
| 1    | RC Calais             | 29  | 22 | 11 | 7  | 4  | 39 | 24 | 1,625 |
| 2    | AS Aulnoye            | 28  | 22 | 8  | 12 | 2  | 37 | 29 | 1,276 |
| 3    | SC Amiens             | 27  | 22 | 9  | 9  | 4  | 32 | 23 | 1,391 |
| 4    | US Dunkerque          | 26  | 22 | 10 | 6  | 6  | 40 | 26 | 1,538 |
| 5    | UA Sedan-Torcy        | 25  | 22 | 9  | 7  | 6  | 35 | 25 | 1,4   |
| 6    | CA Montreuil          | 23  | 22 | 8  | 7  | 7  | 26 | 20 | 1,3   |
| 7    | AC Cambrai            | 23  | 22 | 10 | 3  | 9  | 33 | 31 | 1,065 |
| 8    | Stade de Reims        | 19  | 22 | 9  | 1  | 12 | 32 | 35 | 0,914 |
| 9    | Le Havre AC           | 19  | 22 | 7  | 5  | 10 | 16 | 30 | 0,533 |
| 10   | Stade saint-germanois | 17  | 22 | 5  | 7  | 10 | 28 | 31 | 0,903 |
| 11   | RC Paris              | 15  | 22 | 5  | 5  | 12 | 25 | 44 | 0,568 |
| 12   | FC Dieppe             | 13  | 22 | 5  | 3  | 14 | 16 | 35 | 0,457 |

### Groupe Est
L'AS Mutzig remporte le groupe Est.
| Rang | Équipe                 | Pts | J  | G  | N | P  | Bp | Bc | GA    |
| ---- | ---------------------- | --- | -- | -- | - | -- | -- | -- | ----- |
| 1    | AS Mutzig              | 36  | 22 | 17 | 2 | 3  | 54 | 26 | 2,077 |
| 2    | FC Sochaux-Montbéliard | 34  | 22 | 14 | 6 | 2  | 63 | 20 | 3,15  |
| 3    | CS Pierrots Strasbourg | 31  | 22 | 13 | 5 | 4  | 44 | 22 | 2     |
| 4    | ASP Belfort            | 27  | 22 | 11 | 5 | 6  | 39 | 28 | 1,393 |
| 5    | AS Mulhouse            | 27  | 22 | 12 | 3 | 7  | 41 | 32 | 1,281 |
| 6    | FC Mulhouse            | 22  | 22 | 8  | 6 | 8  | 30 | 26 | 1,154 |
| 7    | JS Audun-le-Tiche      | 18  | 22 | 6  | 6 | 10 | 22 | 29 | 0,759 |
| 8    | AS Giraumont           | 17  | 22 | 6  | 5 | 11 | 24 | 38 | 0,632 |
| 9    | UL Moyeuvre-Grande     | 15  | 22 | 5  | 5 | 12 | 19 | 40 | 0,475 |
| 10   | FC Nancy               | 14  | 22 | 6  | 2 | 14 | 31 | 46 | 0,674 |
| 11   | ASCA Wittelsheim       | 12  | 22 | 3  | 6 | 13 | 19 | 49 | 0,388 |
| 12   | AS Strasbourg          | 11  | 22 | 4  | 3 | 15 | 21 | 50 | 0,42  |

### Groupe Centre
Le CSL Dijon remporte le groupe Centre.
| Rang | Équipe              | Pts | J  | G  | N | P  | Bp | Bc | GA    |
| ---- | ------------------- | --- | -- | -- | - | -- | -- | -- | ----- |
| 1    | CSL Dijon           | 35  | 22 | 15 | 5 | 2  | 60 | 19 | 3,158 |
| 2    | AS Montferrand      | 33  | 22 | 15 | 3 | 4  | 58 | 31 | 1,871 |
| 3    | ES Montluçonnais    | 28  | 22 | 10 | 8 | 4  | 32 | 20 | 1,6   |
| 4    | AS Bagneaux-Nemours | 26  | 22 | 11 | 4 | 7  | 44 | 33 | 1,333 |
| 5    | ECAC Chaumont       | 26  | 22 | 10 | 6 | 6  | 43 | 27 | 1,593 |
| 6    | CO Saint-Dizier     | 24  | 22 | 11 | 2 | 9  | 37 | 29 | 1,276 |
| 7    | RC Vichy            | 22  | 22 | 8  | 6 | 8  | 37 | 38 | 0,974 |
| 8    | SA Thiers           | 22  | 22 | 9  | 4 | 9  | 47 | 39 | 1,205 |
| 9    | FC Gueugnon         | 18  | 22 | 7  | 4 | 11 | 21 | 23 | 0,913 |
| 10   | CS Fontainebleau    | 16  | 22 | 5  | 4 | 13 | 29 | 48 | 0,604 |
| 11   | AS Gien             | 8   | 22 | 2  | 4 | 16 | 27 | 77 | 0,351 |
| 12   | AS Sens CGF         | 6   | 22 | 3  | 0 | 19 | 17 | 68 | 0,25  |

### Groupe Ouest
Le Stade lavallois remporte le groupe Ouest.
| Rang | Équipe           | Pts | J  | G  | N  | P  | Bp | Bc | GA    |
| ---- | ---------------- | --- | -- | -- | -- | -- | -- | -- | ----- |
| 1    | Stade lavallois  | 36  | 24 | 14 | 8  | 2  | 49 | 25 | 1,96  |
| 2    | US Quevilly      | 27  | 24 | 11 | 5  | 8  | 45 | 34 | 1,324 |
| 3    | AAJ Blois        | 27  | 24 | 9  | 9  | 6  | 34 | 34 | 1     |
| 4    | FC Rouen         | 26  | 24 | 12 | 2  | 10 | 55 | 35 | 1,571 |
| 5    | AS Brest         | 26  | 24 | 6  | 14 | 4  | 28 | 27 | 1,037 |
| 6    | LB Châteauroux   | 25  | 24 | 8  | 9  | 7  | 32 | 31 | 1,032 |
| 7    | Évreux AC        | 25  | 24 | 9  | 7  | 8  | 40 | 42 | 0,952 |
| 8    | Stade quimpérois | 24  | 24 | 10 | 4  | 10 | 30 | 29 | 1,034 |
| 9    | AS Orléans       | 24  | 24 | 8  | 8  | 8  | 29 | 27 | 1,074 |
| 10   | Stade rennais UC | 22  | 24 | 7  | 8  | 9  | 33 | 40 | 0,825 |
| 11   | AC Amboise       | 17  | 24 | 6  | 5  | 13 | 18 | 52 | 0,346 |
| 12   | FC Nantes        | 17  | 24 | 7  | 3  | 14 | 34 | 33 | 1,03  |
| 13   | SM Caen          | 16  | 24 | 4  | 8  | 12 | 32 | 50 | 0,64  |

### Groupe Sud-Ouest
Les EF Bergerac remportent le groupe Sud-Ouest. L'AS Angoulême est promue en 2e division sur dossier.
| Rang | Équipe                | Pts | J  | G  | N | P  | Bp | Bc | GA    |
| ---- | --------------------- | --- | -- | -- | - | -- | -- | -- | ----- |
| 1    | EF Bergerac           | 29  | 22 | 11 | 7 | 4  | 34 | 24 | 1,417 |
| 2    | Chamois niortais      | 27  | 22 | 12 | 5 | 5  | 38 | 30 | 1,267 |
| 3    | Girondins de Bordeaux | 27  | 22 | 11 | 5 | 6  | 51 | 31 | 1,645 |
| 4    | US Cazères            | 27  | 22 | 11 | 5 | 6  | 37 | 27 | 1,37  |
| 5    | SO Mazamet            | 26  | 22 | 9  | 8 | 5  | 35 | 23 | 1,522 |
| 6    | ESA Brive             | 22  | 22 | 7  | 8 | 7  | 31 | 26 | 1,192 |
| 7    | AS Angoulême          | 22  | 22 | 8  | 6 | 8  | 41 | 43 | 0,953 |
| 8    | Stade poitevin PEPP   | 21  | 22 | 8  | 7 | 7  | 31 | 36 | 0,861 |
| 9    | AS Saint-Seurin       | 20  | 22 | 7  | 6 | 9  | 33 | 31 | 1,065 |
| 10   | US Albi               | 19  | 22 | 7  | 5 | 10 | 27 | 26 | 1,038 |
| 11   | US Revel              | 13  | 22 | 3  | 7 | 12 | 16 | 48 | 0,333 |
| 12   | FC Pau                | 11  | 22 | 3  | 5 | 14 | 28 | 57 | 0,491 |

### Groupe Sud-Est
Le GFC Ajaccio remporte le groupe Sud-Est. Le SEC Bastia et l'Olympique avignonnais sont promus en 2e division sur dossier.
| Rang | Équipe                | Pts | J  | G  | N  | P  | Bp | Bc | GA    |
| ---- | --------------------- | --- | -- | -- | -- | -- | -- | -- | ----- |
| 1    | GFC Ajaccio           | 29  | 22 | 13 | 3  | 6  | 46 | 19 | 2,421 |
| 2    | SEC Bastia            | 28  | 22 | 11 | 6  | 5  | 36 | 23 | 1,565 |
| 3    | Hyères FC             | 25  | 22 | 10 | 5  | 7  | 31 | 27 | 1,148 |
| 4    | FC Annecy             | 24  | 22 | 7  | 10 | 5  | 29 | 21 | 1,381 |
| 5    | UMS Montélimar        | 24  | 22 | 10 | 4  | 8  | 34 | 28 | 1,214 |
| 6    | SSMC Miramas          | 23  | 22 | 9  | 5  | 8  | 35 | 34 | 1,029 |
| 7    | AS Saint-Étienne      | 23  | 22 | 8  | 7  | 7  | 37 | 36 | 1,028 |
| 8    | AS Monaco             | 21  | 22 | 7  | 7  | 8  | 30 | 32 | 0,938 |
| 9    | CS Louhans            | 21  | 22 | 7  | 7  | 8  | 16 | 26 | 0,615 |
| 10   | Olympique avignonnais | 20  | 22 | 9  | 2  | 11 | 41 | 39 | 1,051 |
| 11   | SC Draguignan         | 17  | 22 | 3  | 11 | 8  | 25 | 35 | 0,714 |
| 12   | AS Champagnole        | 9   | 22 | 2  | 5  | 15 | 25 | 56 | 0,446 |

## Phase finale
En fin de saison, les vainqueurs des groupes sont répartis en deux poules de trois équipes. Les vainqueurs des deux poules s'affrontent ensuite en finale pour désigner le champion de France amateurs.

### Poule A
| Rang | Équipe      | Pts | J | G | N | P | Bp | Bc | GA    |  | Résultats (▼ dom., ► ext.) | GFCA | CSLD | ASM |
| ---- | ----------- | --- | - | - | - | - | -- | -- | ----- |  | -------------------------- | ---- | ---- | --- |
| 1    | GFC Ajaccio | 8   | 4 | 4 | 0 | 0 | 9  | 2  | 4,5   |  | GFC Ajaccio                |      | 1-0  | 4-1 |
| 2    | CSL Dijon   | 4   | 4 | 2 | 0 | 2 | 7  | 6  | 1,167 |  | CSL Dijon                  | 1-2  |      | 3-2 |
| 3    | AS Mutzig   | 0   | 4 | 0 | 0 | 4 | 4  | 12 | 0,333 |  | AS Mutzig                  | 0-2  | 1-3  |     |

### Poule B
| Rang | Équipe          | Pts | J | G | N | P | Bp | Bc | GA   |  | Résultats (▼ dom., ► ext.) | SL  | RCC | EFB |
| ---- | --------------- | --- | - | - | - | - | -- | -- | ---- |  | -------------------------- | --- | --- | --- |
| 1    | Stade lavallois | 6   | 4 | 3 | 0 | 1 | 14 | 1  | 14   |  | Stade lavallois            |     | 4-0 | 6-0 |
| 2    | RC Calais       | 6   | 4 | 3 | 0 | 1 | 3  | 4  | 0,75 |  | RC Calais                  | 1-0 |     | 1-0 |
| 3    | EF Bergerac     | 0   | 4 | 0 | 0 | 4 | 0  | 12 | 0    |  | EF Bergerac                | 0-4 | 0-1 |     |

### Finale
La finale du CFA se déroule le lundi de la Pentecôte au Parc des Princes, à Paris. Le GFC Ajaccio remporte le championnat de France amateurs.
| Entraîneur :   |
| Pierre Cahuzac |

| Entraîneur : |
| Jean Barré   |

| Entraîneur :   |
| Pierre Cahuzac |

| Entraîneur : |
| Jean Barré   |